# Celtic Football Club 2017-2018
Questa voce raccoglie le informazioni riguardanti il Celtic Football Club nelle competizioni ufficiali della stagione 2017-2018.

## Stagione
- In Scottish Premiership il Celtic si classifica al primo posto (82 punti) e vince per la 49ª volta il campionato.
- In Scottish Cup batte in finale il Motherwell (2-0) e vince per la 38ª volta la coppa.
- In Scottish League Cup batte in finale il Motherwell (2-0) e vince per la 17ª volta la coppa.
- In Champions League raggiunge la fase a gironi, dopo aver eliminato i nordirlandesi del Linfield nel secondo turno preliminare (0-6), i norvegesi del Rosenborg nel terzo turno preliminare (1-0) e i kazaki dell'Astana nel turno di spareggi (8-4). Inserito nel gruppo B con Paris Saint-Germain, Bayern Monaco e Anderlecht, si classifica al terzo posto con 3 punti, accedendo in Europa League.
- In Europa League viene eliminato ai sedicesimi di finale dallo Zenit San Pietroburgo (1-3 complessivo).

## Maglie e sponsor
Per l'attuale stagione Dafabet rimane nuovo sponsor ufficiale del Celtic e New Balance continua ad essere fornitore e sponsor tecnico della compagine.
| Casa | Trasferta | Terza divisa |

## Organigramma societario
Area direttiva
- Presidente: Ian Bankier

Area tecnica
- Direttore sportivo della sezione calcistica: Glen Driscoll
- Allenatore: Brendan Rodgers
- Allenatore in seconda: Chris Davies
- Allenatore dei portieri: Stevie Woods
- Preparatore atletico: Jack Nayler, John Currie

Area marketing
- Direttore economico: Brian Meehan

Area sanitaria
- Medico sociale: Ian Sharpe
- Fisioterapisti: Jennifer Graham, Davie McGovern, Tim Williamson
- Nutrizionista: Rob Naughton

## Rosa
| N. |                                 | Ruolo | Calciatore             |
| -- | ------------------------------- | ----- | ---------------------- |
| 1  | Scozia (bandiera)               | P     | Craig Gordon           |
| 4  | Scozia (bandiera)               | D     | Jack Hendry            |
| 5  | Bosnia ed Erzegovina (bandiera) | D     | Jozo Šimunović         |
| 6  | Israele (bandiera)              | C     | Nir Bitton             |
| 7  | Inghilterra (bandiera)          | A     | Patrick Roberts        |
| 8  | Scozia (bandiera)               | C     | Scott Brown (capitano) |
| 9  | Scozia (bandiera)               | A     | Leigh Griffiths        |
| 10 | Francia (bandiera)              | A     | Moussa Dembélé         |
| 11 | Inghilterra (bandiera)          | A     | Scott Sinclair         |
| 12 | Costa Rica (bandiera)           | D     | Cristian Gamboa        |
| 14 | Scozia (bandiera)               | C     | Stuart Armstrong       |
| 15 | Irlanda (bandiera)              | C     | Jonny Hayes            |
| 18 | Australia (bandiera)            | C     | Tom Rogić              |
| 20 | Belgio (bandiera)               | D     | Dedryck Boyata         |

| N. |                           | Ruolo | Calciatore      |
| -- | ------------------------- | ----- | --------------- |
| 21 | Francia (bandiera)        | C     | Olivier Ntcham  |
| 22 | Francia (bandiera)        | A     | Odsonne Édouard |
| 23 | Svezia (bandiera)         | D     | Mikael Lustig   |
| 24 | Paesi Bassi (bandiera)    | P     | Dorus de Vries  |
| 29 | Scozia (bandiera)         | P     | Scott Bain      |
| 33 | Germania (bandiera)       | D     | Marvin Compper  |
| 35 | Norvegia (bandiera)       | D     | Kristoffer Ajer |
| 42 | Scozia (bandiera)         | C     | Callum McGregor |
| 49 | Scozia (bandiera)         | C     | James Forrest   |
| 56 | Scozia (bandiera)         | D     | Anthony Ralston |
| 59 | Scozia (bandiera)         | D     | Calvin Miller   |
| 63 | Scozia (bandiera)         | D     | Kieran Tierney  |
| 65 | Belgio (bandiera)         | C     | Charly Musonda  |
| 88 | Costa d'Avorio (bandiera) | C     | Kouassi Eboue   |

## Calciomercato

### Sessione estiva (dall'1/7 al 31/8)
| Acquisti | Acquisti        | Acquisti            | Acquisti                         |
| R.       | Nome            | da                  | Modalità                         |
| -------- | --------------- | ------------------- | -------------------------------- |
| C        | Jonny Hayes     | Aberdeen            | definitivo (0,7 mln €)           |
| C        | Kundai Benyu    | Ipswich Town        | definitivo (0 mln €)             |
| C        | Olivier Ntcham  | Manchester City     | definitivo (4,5 mln €)           |
| C        | Patrick Roberts | Manchester City     | prestito con diritto di riscatto |
| A        | Odsonne Édouard | Paris Saint-Germain | prestito                         |

| Cessioni | Cessioni           | Cessioni       | Cessioni                  |
| R.       | Nome               | a              | Modalità                  |
| -------- | ------------------ | -------------- | ------------------------- |
| D        | Aidan McIlduff     |                | svincolato                |
| C        | Theo Archibald     | Brentford      | definitivo                |
| C        | Kris Commons       |                | svincolato                |
| D        | Josh Kerr          | Brighton       | definitivo (0 mln €)      |
| D        | Efe Ambrose        | Hibernian      | definitivo (0 mln €)      |
| D        | Eoghan O'Connell   | Bury           | definitivo (0 mln €)      |
| C        | Scott Allan        | Dundee         | prestito                  |
| C        | Ryan Christie      | Aberdeen       | prestito                  |
| A        | Fiacre Kelleher    | Oxford Utd     | definitivo (0 mln €)      |
| D        | Shaun Bowers       |                | svincolato                |
| C        | Brandon Payne      |                | svincolato                |
| A        | Luke Donnelly      |                | svincolato                |
| P        | Aidan McAdams      | Rangers        | definitivo (0 mln €)      |
| A        | Paul McMullan      | Dundee Utd     | fine prestito             |
| C        | Jamie Lindsay      | Ross County    | prestito                  |
| D        | Saidy Janko        | Saint-Étienne  | definitivo (3 mln €)      |
| P        | Logan Bailly       | R.E. Mouscron  | definitivo (0 mln €)      |
| C        | Gary Mackay-Steven | Aberdeen       | definitivo (0 mln €)      |
| C        | Connor McManus     | Morton         | definitivo (0 mln €)      |
| D        | Sam Wardrop        | Dumbarton      | prestito (fino a gennaio) |
| D        | Emilio Izaguirre   | Al-Faisaly     | definitivo (0 mln €)      |
| D        | Kolo Touré         |                | svincolato                |
| P        | Leo Fasan          | Bury           | fine prestito             |
| C        | Joe Thomson        | Livingston     | prestito                  |
| P        | Ross Doohan        | Morton         | prestito                  |
| A        | Nadir Çiftçi       | Plymouth       | prestito                  |
| A        | PJ Crossan         | Alloa Athletic | prestito                  |
| C        | Aidan Nesbitt      |                | svincolato                |

### Trasferimenti tra le due sessioni
| Acquisti | Acquisti | Acquisti | Acquisti |
| R.       | Nome     | da       | Modalità |
| -------- | -------- | -------- | -------- |

| Cessioni | Cessioni     | Cessioni           | Cessioni              |
| R.       | Nome         | a                  | Modalità              |
| -------- | ------------ | ------------------ | --------------------- |
| D        | Jamie McCart | St. Mirren         | prestito di emergenza |
| C        | Joe Thompson | Queen of the South | prestito di emergenza |

### Sessione invernale (dal 1/1 al 31/1)
| Acquisti | Acquisti       | Acquisti   | Acquisti               |
| R.       | Nome           | da         | Modalità               |
| -------- | -------------- | ---------- | ---------------------- |
| D        | Marvin Compper | RB Lipsia  | definitivo (1,5 mln €) |
| C        | Lewis Morgan   | St. Mirren | definitivo (0,5 mln €) |
| C        | Charly Musonda | Chelsea    | prestito               |
| P        | Scott Bain     | Dundee     | prestito               |
| D        | Jack Hendry    | Dundee     | definitivo             |

| Cessioni | Cessioni              | Cessioni        | Cessioni               |
| R.       | Nome                  | a               | Modalità               |
| -------- | --------------------- | --------------- | ---------------------- |
| C        | Regan Hendry          | Raith Rovers    | prestito               |
| C        | Mark HillLewis Morgan | St. Mirren      | prestito               |
| A        | Nadir Çiftçi          | Motherwell      | prestito               |
| C        | Kundai Benyu          | Oldham Athletic | prestito               |
| D        | Erik Sviatchenko      | Midtjylland     | prestito               |
| C        | Mark Hill             | St. Mirren      | prestito               |
| C        | Liam Henderson        | Bari            | definitivo (0,1 mln €) |
| D        | Jamie McCart          | Alloa Athletic  | prestito               |
| P        | Conor Hazard          | Falkirk         | prestito               |
| C        | Scott Allan           | Hibernian       | prestito               |

## Risultati

### Scottish Premiership

#### Stagione regolare
| Arbitro: | Clancy |

|                                              |           |               |
| Griffiths 29’, 63’ Sinclair 51’ McGregor 73’ | Marcatori | 84’ Gonçalves |

| Arbitro: | Dallas |

|  |           |            |
|  | Marcatori | 25’ Ntcham |

| Arbitro: | Walsh |

|  |           |                          |
|  | Marcatori | 40’ Forrest 88’ McGregor |

| Arbitro: | Collum |

|              |           |             |
| McGregor 79’ | Marcatori | 39’ MacLean |

| Arbitro: | Robertson |

|           |           |                                             |
| Gogić 86’ | Marcatori | 17’ Armstrong 29’, 42’ Sinclair 65’ Édouard |

| Arbitro: | McLean |

|                                        |           |  |
| Rogić 13’ Dembélé 42’ Forrest 52’, 74’ | Marcatori |  |

| Arbitro: | Thompson |

|  |           |                         |
|  | Marcatori | 50’ Rogić 65’ Griffiths |

| Arbitro: | Collum |

|                   |           |                 |
| McGregor 15’, 80’ | Marcatori | 53’, 77’ McGinn |

| Arbitro: | Dallas |

|            |           |  |
| Ntcham 61’ | Marcatori |  |

| Arbitro: | Collum |

|                   |           |                     |
| Lustig 78’ (aut.) | Marcatori | 88’ (rig.) Sinclair |

| Arbitro: | Thomson |

|  |           |                              |
|  | Marcatori | 13’ Tierney 39’, 63’ Dembélé |

| Arbitro: | Walsh |

|               |           |           |
| Griffiths 43’ | Marcatori | 60’ Jones |

| Arbitro: | Madden |

|  |           |                                                         |
|  | Marcatori | 28’ Sinclair 72’ Dembélé 75’ (aut.) Anderson 89’ Ntcham |

| Arbitro: | Walsh |

|  |           |               |
|  | Marcatori | 78’ Griffiths |

| Arbitro: | Muir |

|                           |           |  |
| Armstrong 35’ Tierney 67’ | Marcatori |  |

| Arbitro: | Clancy |

|                                       |           |           |
| Édouard 16’, 33’, 85’ Forest 76’, 88’ | Marcatori | 65’ Frear |

| Arbitro: | Beaton |

|                      |           |                   |
| Ambrose 76’ Shaw 79’ | Marcatori | 59’, 64’ Sinclair |

| Arbitro: | Finnie |

|                                     |           |             |
| Ntcham 12’ Forrest 40’ Sinclair 41’ | Marcatori | 29’ Redmond |

| Arbitro: | Collum |

|                                                      |           |  |
| Cochrane 26’ Lafferty 35’ Milinković 48’, 76’ (rig.) | Marcatori |  |

| Arbitro: | Thomson |

|                                 |           |  |
| Lustig 40’ Hayes 69’ Ntcham 76’ | Marcatori |  |

| Arbitro: | Clancy |

|  |           |                          |
|  | Marcatori | 8’ Forrest 43’ Griffiths |

| Glasgow 30 dicembre 2017, ore 13:00 CET 22ª giornata | Celtic | 0 – 0 referto | Rangers | Celtic Park (59.004 spett.)\| Arbitro: \| Madden \| |
| Arbitro:                                             | Madden |               |         |                                                     |

| Arbitro: | Beaton |

|                   |           |                                   |
| Sammon 34’ (rig.) | Marcatori | 55’ (rig.) Sinclair 70’ Griffiths |

| Arbitro: | Madden |

|               |           |  |
| Griffiths 37’ | Marcatori |  |

| Arbitro: | Thomson |

|                                   |           |              |
| Édouard 3’ Boyata 25’ Dembélé 36’ | Marcatori | 67’ Lafferty |

| Arbitro: | Clancy |

|             |           |  |
| Mulumbu 70’ | Marcatori |  |

| Glasgow 18 febbraio 2018, ore 16:00 CET 27ª giornata | Celtic | 0 – 0 referto | St. Johnstone | Celtic Park (56.867 spett.)\| Arbitro: \| Beaton \| |
| Arbitro:                                             | Beaton |               |               |                                                     |

| Arbitro: | Madden |

|  |           |                         |
|  | Marcatori | 37’ Dembélé 83’ Tierney |

| Glasgow 4 aprile 2018, ore 20:45 CEST 29ª giornata | Celtic | 0 – 0 referto | Dundee | Celtic Park (55.768 spett.)\| Arbitro: \| Muir \| |
| Arbitro:                                           | Muir   |               |        |                                                   |

| Arbitro: | Collum |

|                         |           |                                     |
| Windass 3’ Candeias 26’ | Marcatori | 11’ Rogić 45+1’ Dembélé 69’ Édouard |

| Motherwell 18 marzo 2018, ore 15:15 CET 31ª giornata | Motherwell | 0 – 0 referto | Celtic | Fir Park (8.717 spett.)\| Arbitro: \| Thompson \| |
| Arbitro:                                             | Thompson   |               |        |                                                   |

| Arbitro: | McLean |

|                                            |           |  |
| Dembélé 25’ (rig.) Armstrong 48’ Rogić 60’ | Marcatori |  |

| Arbitro: | Dallas |

|             |           |                           |
| Bingham 18’ | Marcatori | 3’ McGregor 46’ Griffiths |

#### Poule scudetto
| Arbitro: | McLean |

|                         |           |             |
| Maclaren 24’ Slivka 80’ | Marcatori | 87’ Édouard |

| Arbitro: | Thomson |

|                                                     |           |  |
| Édouard 14’, 41’ Forrest 45’ Rogić 47’ McGregor 53’ | Marcatori |  |

| Arbitro: | Madden |

|              |           |                                       |
| Lafferty 18’ | Marcatori | 21’ Boyata 51’ Dembélé 90+4’ Sinclair |

| Glasgow 9 maggio 2018, ore 20:45 CEST 37ª giornata | Celtic | 0 – 0 referto | Kilmarnock | Celtic Park (54.916 spett.)\| Arbitro: \| Beaton \| |
| Arbitro:                                           | Beaton |               |            |                                                     |

| Arbitro: | Thomson |

|  |           |               |
|  | Marcatori | 47’ Considine |

### Scottish Cup
| Arbitro: | McLean |

|                                                           |           |  |
| Forrest 2’ Sinclair 11’ Ntcham 49’ Boyata 56’ Édouard 86’ | Marcatori |  |

| Arbitro: | McLean |

|                      |           |                       |
| Forrest 3’, 10’, 54’ | Marcatori | 20’ Doolan 84’ Sammon |

| Arbitro: | Beaton |

|                                     |           |  |
| Dembélé 62’, 71’ (rig.) Édouard 90’ | Marcatori |  |

| Arbitro: | Madden |

|                                                             |           |  |
| Rogić 22’ McGregor 38’ Dembélé 52’ (rig.) Ntcham 78’ (rig.) | Marcatori |  |

| Arbitro: | Clancy |

|                         |           |  |
| McGregor 11’ Ntcham 25’ | Marcatori |  |

### Scottish League Cup
| Arbitro: | Muir |

|                                                                 |           |  |
| Griffiths 14’ (rig.), 29’ Ralston 21’ Tierney 65’ Armstrong 71’ | Marcatori |  |

| Arbitro: | Beaton |

|  |           |                                              |
|  | Marcatori | 25’ Sinclair 42’, 90+1’ Forrest 88’ McGregor |

| Arbitro: | Clancy |

|                            |           |                                  |
| Stokes 59’ (rig.) Shaw 70’ | Marcatori | 15’, 42’ Lustig 66’, 88’ Dembélé |

| Arbitro: | Thompson |

|  |           |                                |
|  | Marcatori | 49’ Forrest 60’ (rig.) Dembélé |

### UEFA Champions League

#### Turni preliminari
| Arbitro: | Hernández Hernández |

|  |           |                              |
|  | Marcatori | 17’ (aut.) Haughey 23’ Rogić |

| Arbitro: | Klossner |

|                                            |           |  |
| Sinclair 4’, 54’ Rogić 47’ Armstrong 90+2’ | Marcatori |  |

| Glasgow 26 luglio 2017, ore 20:45 CEST Terzo turno preliminare - Andata | Celtic  | 0 – 0 referto | Rosenborg | Celtic Park (49.172 spett.)\| Arbitro: \| Martins \| |
| Arbitro:                                                                | Martins |               |           |                                                      |

| Arbitro: | Lardot |

|  |           |             |
|  | Marcatori | 69’ Forrest |

#### Play-off
| Arbitro: | Hațegan |

|                                                                     |           |  |
| Postnikov 32’ (aut.) Sinclair 42’, 60’ Forrest 79’ Šytaŭ 88’ (aut.) | Marcatori |  |

| Arbitro: | Královec |

|                                              |           |                                       |
| Ajer 26’ (aut.) Mujïqov 48’ Twumasi 49’, 69’ | Marcatori | 34’ Sinclair 80’ Ntcham 90’ Griffiths |

#### Fase a gironi
| Arbitro: | Orsato |

|  |           |                                                                |
|  | Marcatori | 19’ Neymar 34’ Mbappé 40’ (rig.), 85’ Cavani 83’ (aut.) Lustig |

| Arbitro: | Gil Manzano |

|  |           |                                          |
|  | Marcatori | 38’ Griffiths 50’ Roberts 90+3’ Sinclair |

| Arbitro: | Karasëv |

|                                    |           |  |
| Müller 17’ Kimmich 29’ Hummels 51’ | Marcatori |  |

| Arbitro: | Makkelie |

|              |           |                             |
| McGregor 74’ | Marcatori | 22’ Coman 77’ Javi Martínez |

| Arbitro: | Sidīropoulos |

|                                                                       |           |            |
| Neymar 9’, 22’ Cavani 28’, 79’ Mbappé 35’ Verratti 75’ Dani Alves 80’ | Marcatori | 1’ Dembélé |

| Arbitro: | Jug |

|  |           |                      |
|  | Marcatori | 62’ (aut.) Šimunović |

### Europa League

#### Fase ad eliminazione diretta
| Arbitro: | Skomina |

|              |           |  |
| McGregor 78’ | Marcatori |  |

| Arbitro: | Mateu Lahoz |

|                                     |           |  |
| Ivanović 8’ Kuzjaev 27’ Kokorin 61’ | Marcatori |  |

## Statistiche

### Statistiche di squadra
| Competizione         | Punti | In casa | In casa | In casa | In casa | In casa | In casa | In trasferta | In trasferta | In trasferta | In trasferta | In trasferta | In trasferta | Totale | Totale | Totale | Totale | Totale | Totale | DR  |
| Competizione         | Punti | G       | V       | N       | P       | Gf      | Gs      | G            | V            | N            | P            | Gf           | Gs           | G      | V      | N      | P      | Gf     | Gs     | DR  |
| -------------------- | ----- | ------- | ------- | ------- | ------- | ------- | ------- | ------------ | ------------ | ------------ | ------------ | ------------ | ------------ | ------ | ------ | ------ | ------ | ------ | ------ | --- |
| Scottish Premiership | 82    | 19      | 11      | 7       | 1       | 38      | 9       | 19           | 13           | 3            | 3            | 35           | 16           | 38     | 24     | 10     | 4      | 73     | 25     | +46 |
| Scottish Cup         | -     | 3       | 3       | 0       | 0       | 11      | 2       | 2            | 2            | 0            | 0            | 6            | 0            | 5      | 5      | 0      | 0      | 17     | 2      | +15 |
| Scottish League Cup  | -     | 1       | 1       | 0       | 0       | 5       | 0       | 3            | 3            | 0            | 0            | 10           | 3            | 4      | 4      | 0      | 0      | 15     | 2      | +13 |
| Champions League     | 3     | 6       | 2       | 1       | 3       | 10      | 8       | 6            | 3            | 0            | 3            | 10           | 14           | 12     | 5      | 1      | 6      | 20     | 22     | -2  |
| Europa League        | -     | 1       | 1       | 0       | 0       | 1       | 0       | 1            | 0            | 0            | 1            | 0            | 3            | 2      | 1      | 0      | 1      | 1      | 3      | -2  |
| Totale               | 85    | 30      | 18      | 8       | 4       | 65      | 19      | 31           | 21           | 3            | 7            | 61           | 36           | 61     | 39     | 11     | 11     | 126    | 54     | +70 |

### Andamento in campionato
| Giornata  | 1 | 2 | 3 | 4 | 5 | 6 | 7 | 8 | 9 | 10 | 11 | 12 | 13 | 14 | 15 | 16 | 17 | 18 | 19 | 20 | 21 | 22 | 23 | 24 | 25 | 26 | 27 | 28 | 29 | 30 | 31 | 32 | 33 | 34 | 35 | 36 | 37 | 38 |
| --------- | - | - | - | - | - | - | - | - | - | -- | -- | -- | -- | -- | -- | -- | -- | -- | -- | -- | -- | -- | -- | -- | -- | -- | -- | -- | -- | -- | -- | -- | -- | -- | -- | -- | -- | -- |
| Luogo     | C | T | T | C | T | C | T | C | C | T  | T  | C  | T  | T  | C  | C  | T  | C  | T  | C  | T  | C  | T  | C  | C  | T  | C  | T  | C  | T  | T  | C  | T  | T  | C  | T  | C  | C  |
| Risultato | V | V | V | N | V | V | V | N | V | N  | V  | N  | V  | V  | V  | V  | N  | V  | P  | V  | V  | N  | V  | V  | V  | P  | N  | V  | N  | V  | N  | V  | V  | P  | V  | V  | N  | P  |
| Posizione | 1 | 2 | 1 | 2 | 1 | 1 | 1 | 1 | 1 | 1  | 1  | 1  | 1  | 1  | 1  | 1  | 1  | 1  | 1  | 1  | 1  | 1  | 1  | 1  | 1  | 1  | 1  | 1  | 1  | 1  | 1  | 1  | 1  | 1  | 1  | 1  | 1  | 1  |

Legenda:

Luogo: C = Casa; T = Trasferta. Risultato: V = Vittoria; N = Pareggio; P = Sconfitta.

### Statistiche dei giocatori
| Giocatore      | Premiership | Premiership | Premiership | Premiership | Scottish Cup | Scottish Cup | Scottish Cup | Scottish Cup | Scottish League Cup | Scottish League Cup | Scottish League Cup | Scottish League Cup | Competizioni UEFA | Competizioni UEFA | Competizioni UEFA | Competizioni UEFA | Totale   | Totale | Totale      | Totale     |
| Giocatore      | Presenze    | Reti        | Ammonizioni | Espulsioni  | Presenze     | Reti         | Ammonizioni  | Espulsioni   | Presenze            | Reti                | Ammonizioni         | Espulsioni          | Presenze          | Reti              | Ammonizioni       | Espulsioni        | Presenze | Reti   | Ammonizioni | Espulsioni |
| -------------- | ----------- | ----------- | ----------- | ----------- | ------------ | ------------ | ------------ | ------------ | ------------------- | ------------------- | ------------------- | ------------------- | ----------------- | ----------------- | ----------------- | ----------------- | -------- | ------ | ----------- | ---------- |
| K. Ajer        | 24          | 0           | 3           | 0           | 5            | 0            | 0            | 0            | 1                   | 0                   | 0                   | 0                   | 4                 | 0                 | 1                 | 0                 | 34       | 0      | 4           | 0          |
| S. Armstrong   | 29          | 3           | 0           | 0           | 1            | 0            | 0            | 0            | 3                   | 1                   | 0                   | 0                   | 10                | 1                 | 1                 | 0                 | 43       | 5      | 1           | 0          |
| S. Bain        | 8           | -6          | 1           | 0           | 0            | -0           | 0            | 0            | 0                   | -0                  | 0                   | 0                   | 0                 | -0                | 0                 | 0                 | 8        | -6     | 1           | 0          |
| K. Benyu       | 1           | 0           | 0           | 0           | 0            | 0            | 0            | 0            | 1                   | 0                   | 0                   | 0                   | 2                 | 0                 | 0                 | 0                 | 4        | 0      | 0           | 0          |
| N. Biton       | 14          | 0           | 0           | 0           | 1            | 0            | 0            | 0            | 2                   | 0                   | 0                   | 0                   | 5                 | 0                 | 1                 | 0                 | 22       | 0      | 1           | 0          |
| D. Boyata      | 28          | 2           | 4           | 0           | 3            | 1            | 1            | 0            | 3                   | 0                   | 0                   | 0                   | 5                 | 0                 | 0                 | 0                 | 39       | 3      | 5           | 0          |
| S. Brown       | 34          | 0           | 9           | 0           | 5            | 0            | 1            | 0            | 3                   | 0                   | 2                   | 0                   | 14                | 0                 | 3                 | 0                 | 56       | 0      | 15          | 0          |
| M. Compper     | 0           | 0           | 0           | 0           | 1            | 0            | 0            | 0            | 0                   | 0                   | 0                   | 0                   | 0                 | 0                 | 0                 | 0                 | 1        | 0      | 0           | 0          |
| D. de Vries    | 6           | -2          | 0           | 0           | 2            | -2           | 0            | 0            | 0                   | -0                  | 0                   | 0                   | 2                 | -3                | 0                 | 0                 | 10       | -7     | 0           | 0          |
| M. Dembélé     | 25          | 9           | 2           | 0           | 4            | 3            | 0            | 0            | 2                   | 3                   | 1                   | 0                   | 8                 | 1                 | 2                 | 0                 | 39       | 16     | 5           | 0          |
| K. Eboue       | 6           | 0           | 1           | 0           | 2            | 0            | 0            | 0            | 0                   | 0                   | 0                   | 0                   | 3                 | 0                 | 2                 | 0                 | 11       | 0      | 3           | 0          |
| O. Édouard     | 22          | 8           | 1           | 0           | 3            | 2            | 0            | 0            | 1                   | 0                   | 0                   | 0                   | 3                 | 0                 | 0                 | 0                 | 29       | 10     | 1           | 0          |
| J. Forrest     | 35          | 8           | 1           | 0           | 5            | 4            | 0            | 0            | 4                   | 3                   | 0                   | 0                   | 13                | 2                 | 0                 | 0                 | 57       | 17     | 1           | 0          |
| C. Gamboa      | 2           | 0           | 0           | 0           | 0            | 0            | 0            | 0            | 0                   | 0                   | 0                   | 0                   | 1                 | 0                 | 0                 | 0                 | 3        | 0      | 0           | 0          |
| C. Gordon      | 26          | -18         | 0           | 0           | 3            | -0           | 0            | 0            | 4                   | -2                  | 0                   | 0                   | 12                | -22               | 0                 | 0                 | 45       | -42    | 0           | 0          |
| L. Griffiths   | 25          | 9           | 2           | 0           | 1            | 0            | 0            | 0            | 4                   | 2                   | 0                   | 0                   | 9                 | 2                 | 1                 | 0                 | 39       | 13     | 3           | 0          |
| J. Hayes       | 15          | 1           | 1           | 0           | 0            | 0            | 0            | 0            | 1                   | 0                   | 0                   | 0                   | 4                 | 0                 | 0                 | 0                 | 20       | 1      | 1           | 0          |
| E. Henderson   | 1           | 0           | 0           | 0           | 0            | 0            | 0            | 0            | 0                   | 0                   | 0                   | 0                   | 0                 | 0                 | 0                 | 0                 | 1        | 0      | 0           | 0          |
| L. Henderson   | 1           | 0           | 0           | 0           | 0            | 0            | 0            | 0            | 0                   | 0                   | 0                   | 0                   | 0                 | 0                 | 0                 | 0                 | 1        | 0      | 0           | 0          |
| J. Hendry      | 11          | 0           | 3           | 0           | 0            | 0            | 0            | 0            | 0                   | 0                   | 0                   | 0                   | 0                 | 0                 | 0                 | 0                 | 11       | 0      | 3           | 0          |
| M. Johnston    | 3           | 0           | 0           | 0           | 1            | 0            | 0            | 0            | 0                   | 0                   | 0                   | 0                   | 0                 | 0                 | 0                 | 0                 | 4        | 0      | 0           | 0          |
| M. Lustig      | 26          | 1           | 7           | 1           | 4            | 0            | 1            | 0            | 3                   | 2                   | 1                   | 0                   | 14                | 0                 | 1                 | 0                 | 47       | 3      | 10          | 1          |
| C. McGregor    | 36          | 7           | 2           | 0           | 5            | 2            | 0            | 0            | 4                   | 1                   | 1                   | 0                   | 9                 | 2                 | 0                 | 0                 | 54       | 12     | 3           | 0          |
| C. Miller      | 3           | 0           | 0           | 0           | 0            | 0            | 0            | 0            | 1                   | 0                   | 0                   | 0                   | 0                 | 0                 | 0                 | 0                 | 4        | 0      | 0           | 0          |
| C. Musonda     | 4           | 0           | 0           | 0           | 2            | 0            | 0            | 0            | 0                   | 0                   | 0                   | 0                   | 2                 | 0                 | 0                 | 0                 | 8        | 0      | 0           | 0          |
| O. Ntcham      | 29          | 5           | 4           | 0           | 5            | 3            | 0            | 0            | 2                   | 0                   | 1                   | 0                   | 11                | 1                 | 2                 | 0                 | 47       | 9      | 7           | 0          |
| A. Ralston     | 3           | 0           | 0           | 0           | 0            | 0            | 0            | 0            | 2                   | 1                   | 0                   | 0                   | 2                 | 0                 | 1                 | 0                 | 7        | 1      | 1           | 0          |
| P. Roberts     | 11          | 0           | 0           | 0           | 1            | 0            | 0            | 0            | 3                   | 0                   | 0                   | 0                   | 3                 | 1                 | 1                 | 0                 | 18       | 1      | 1           | 0          |
| T. Rogić       | 24          | 5           | 1           | 0           | 3            | 1            | 0            | 0            | 3                   | 0                   | 0                   | 0                   | 13                | 2                 | 1                 | 0                 | 43       | 8      | 2           | 0          |
| J. Šimunović   | 15          | 0           | 0           | 1           | 3            | 0            | 0            | 0            | 1                   | 0                   | 0                   | 0                   | 11                | 0                 | 3                 | 0                 | 30       | 0      | 3           | 1          |
| S. Sinclair    | 35          | 10          | 0           | 0           | 5            | 1            | 0            | 0            | 3                   | 1                   | 0                   | 0                   | 12                | 6                 | 0                 | 0                 | 55       | 18     | 0           | 0          |
| E. Sviatchenko | 0           | 0           | 0           | 0           | 0            | 0            | 0            | 0            | 0                   | 0                   | 0                   | 0                   | 2                 | 0                 | 0                 | 0                 | 2        | 0      | 0           | 0          |
| K. Tierney     | 32          | 3           | 5           | 0           | 5            | 0            | 0            | 0            | 4                   | 1                   | 0                   | 0                   | 14                | 0                 | 1                 | 0                 | 55       | 4      | 6           | 0          |